# جورج فيتزهاغ
جورج فيتزهاغ (بالإنجليزية: George Fitzhugh) هو محامي أمريكي، ولد في 4 نوفمبر 1806 في مقاطعة برينس ويليام في الولايات المتحدة، وتوفي في 30 يوليو 1881 في هانتسفيل في الولايات المتحدة.